# Peter Boström

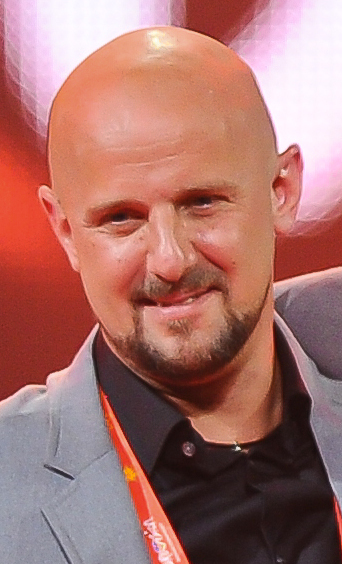
Peter Boström

Peter Boström (19 de mayo de 1971), también conocido como Bassflow, es un cantautor y productor musical sueco. 
Boström compuso su primera canción con siete años y en 1992 abrió en Estocolmo la compañía Bassflow Productions. Como productor ha manejado la carrera de grandes artistas suecos como Bosson, Basic Element, Petrus, E-Type, Ola Svensson, Martin Stenmarck, Carola o Charlotte Perrelli, y además ha colaborado con varios artistas y canciones del Melodifestivalen.
En el Festival de Eurovisión 2012 obtiene el raro récord de haber compuesto la canción ganadora (Euphoria de Suecia) y la colista (Stay de Noruega) del certamen.